# MuPAD
MuPAD – komercyjny program algebry komputerowej (CAS) opracowany przez grupę badawczą MuPAD z Uniwersytetu w Paderborn pod kierunkiem profesora Benno Fuchssteiner we współpracy z SciFace Software GmbH.
Składnia języka MuPAD wzorowana jest na języku Pascal i jest podobna do składni używanej w systemie Maple.
Najważniejszą różnicą między tymi programami jest obiektowość języka MuPAD. Oznacza to, że każdy obiekt (liczba, macierz, wyrażenie) wyposażony jest "sam z siebie" w metody operowania na nim. Na przykład, po zdefiniowaniu macierzy:
A := matrix( [[1,2],[3,4]])
metody obiektu A pozwalają na wykonanie operacji:
A+A, -A, 2*A, A*A, A^-1, exp( A ), A.A, A^0, 0*A
A.A jest konkatenacją macierzy A z samą sobą.
Do momentu wypuszczenia wersji 3.2 Pro programu MuPAD, firma SciFace zezwalała na nieodpłatne wykorzystywanie nieco ograniczonej wersji programu w celach non-profit (badawczych i edukacyjnych). Ostatnio firma SciFace została wraz z prawami własności do programu MuPad wykupiona przez firmę MathWorks będącą właścicielem pakietu MATLAB i w związku z tym MuPad nie będzie już oferowany jako samodzielny produkt ale zostanie zintegrowany z Symbolic Math Toolbox rozprowadzanym przez MathWorks jako dodatek do obliczeń symbolicznych dla MATLAB-a. Funkcjonalność MuPAD Notebook została usunięta z MATLAB-a wraz z wersją R2020a.